# Lemu

Wappen der ehemaligen Gemeinde Lemu

Lemu [ˈlɛmu] (schwed. Lemo) ist eine ehemalige Gemeinde in der südwestfinnischen Landschaft Varsinais-Suomi. Zum Jahresbeginn 2009 wurde sie zusammen mit Askainen nach Masku eingemeindet.
Die Gemeinde Lemu hatte eine Fläche von 47,85 km² und zuletzt 1819 Einwohner. Das Ortszentrum von Lemu liegt einige Kilometer im Binnenland, im Westen hatte das Gemeindegebiet Anteil an der Ostseeküste. Ursprünglich gehörte Lemu zum Kirchspiel Nousiainen, wurde aber schon im Mittelalter zu einem eigenen Kirchspiel. Die älteste urkundliche Erwähnung stammt aus dem Jahr 1404. Die Feldsteinkirche von Lemu entstand zwischen 1460 und 1480.

## Persönlichkeiten
- Gustaf Evertsson Horn (1614–1666), schwedischer Feldmarschall

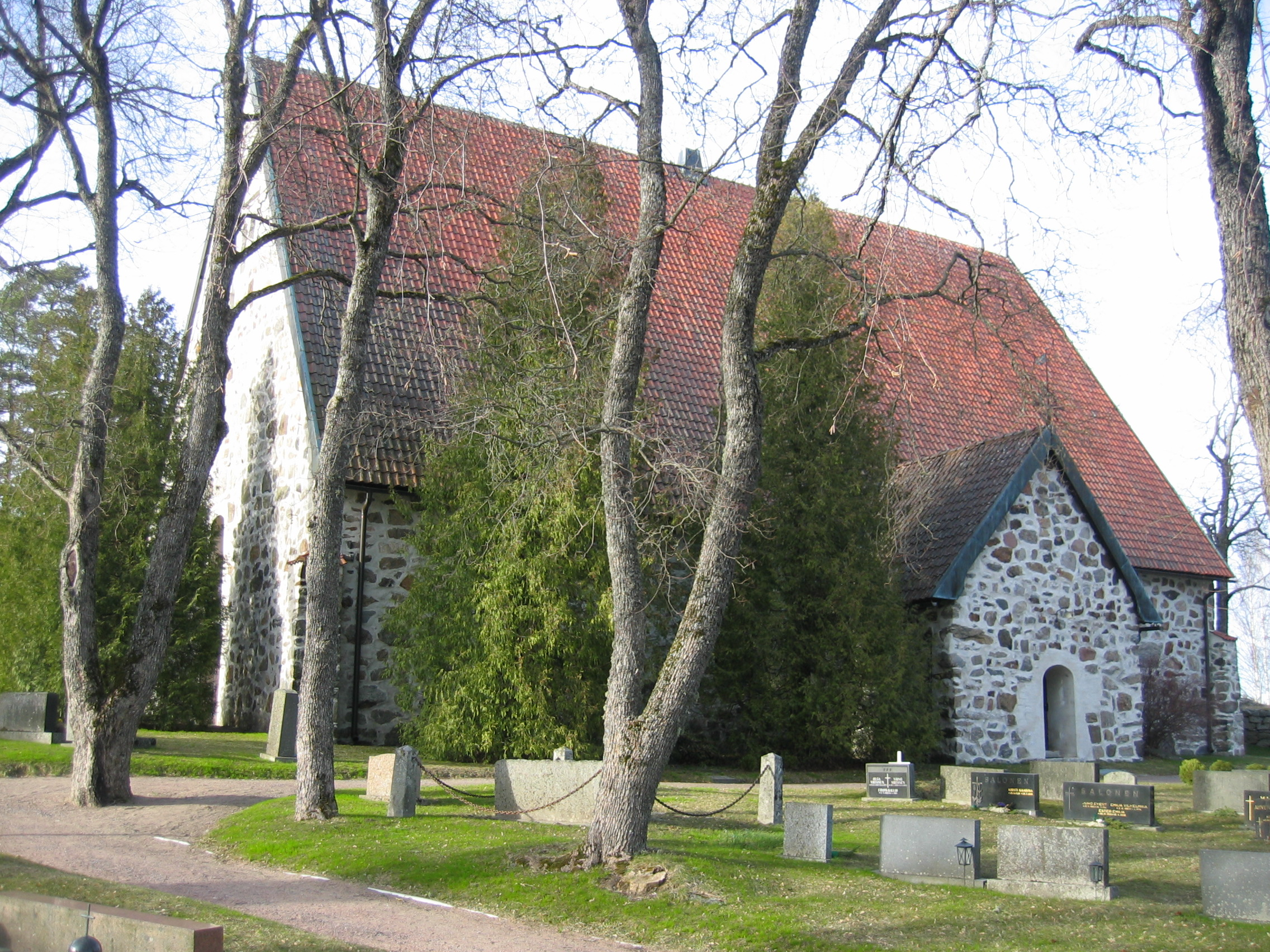
Die mittelalterliche Feldsteinkirche von Lemu